# Albert Ayguesparse
Albert Ayguesparse, gebürtig Albert Jean Clerck (* 1. April 1900 in Saint-Josse-ten-Noode; † 28. September 1996 in Brüssel) war ein belgischer Schriftsteller und Literaturkritiker, der auf Französisch schrieb.

## Leben
Ayguesparse besuchte die Ecole Normale und arbeitete ab 1919 als Lehrer in Forest. Als Schriftsteller debütierte er 1923 mit dem Lyrikband Neuf offrandes claires. Gemeinsam mit Pierre Hubermont und Francis André gründete er 1928 die kurzlebige Revue Tentatives. Nach deren Einstellung 1929 gründete er mit Charles Plisnier die Zeitschrift Prospections und 1933 Esprit du temps. Von 1936 bis 1939 gehörte er der Redaktion Brüsseler Wochenzeitung Combat an, die sich gegen den Rexismus positionierte. Während des Zweiten Weltkrieges verzichtete er freiwillig auf die Publikation seiner Werke. Nach dem Krieg gründete er 1945 mit Studenten der Université libre de Bruxelles die Zeitschrift Marginales. Als Literaturkritiker schrieb er von 1953 bis 1973 für die Zeitung Le Soir. In die Académie royale de langue et de littérature françaises de Belgique wurde er 1962 für den Platz von Charles Bernard gewählt.

## Werke

### Lyrik
- Neuf offrandes claires, 1923
- Derniers feux à terre, 1931
- Aube sans soutiers, 1932
- Poème pour trois voix, 1935
- Prometteurs de beaux jours, 1935
- La Mer à boire, 1937
- Le Vin noir de Cahors, 1957
- Poèmes 1923-1960, 1961
- Écrire la pierre, 1970
- Les Armes de la guérison, 1973
- Pour saluer le jour qui naît, 1975
- Obsolètes métaphores, 1978
- Sur les brisants du siècle, 1980
- Arpenteur de l’ombre, 1980
- Lecture des abîmes, 1987
- Les Déchirures de la mémoire, 1989

### Essais
- Machinisme et culture, 1931
- Magie du capitalisme, 1932

### Romane
- La Main morte, 1938
- D’un jour à l’autre, 1940
- L’Heure de la vérité, 1947
- Une génération pour rien, 1953
- Notre ombre nous précède, 1953
- Le Mauvais Âge, 1959
- Selon toute vraisemblance, 1962
- Simon-la-bonté, 1965
- L’Albatros a trois heures de retard, 1967
- L’Heure de la vérité, 1968
- Le Partage des jours, 1971
- Les Mal-Pensants, 1979
- Selon toute vraisemblance, 2004

## Auszeichnungen
- 1952: Prix Victor-Rossel für Notre ombre nous précède
- 1954: Prix triennal du roman für Notre ombre nous précède
- 1996: Prix quinquennal de littérature für sein Gesamtwerk